# Johann Ludwig Bauhin

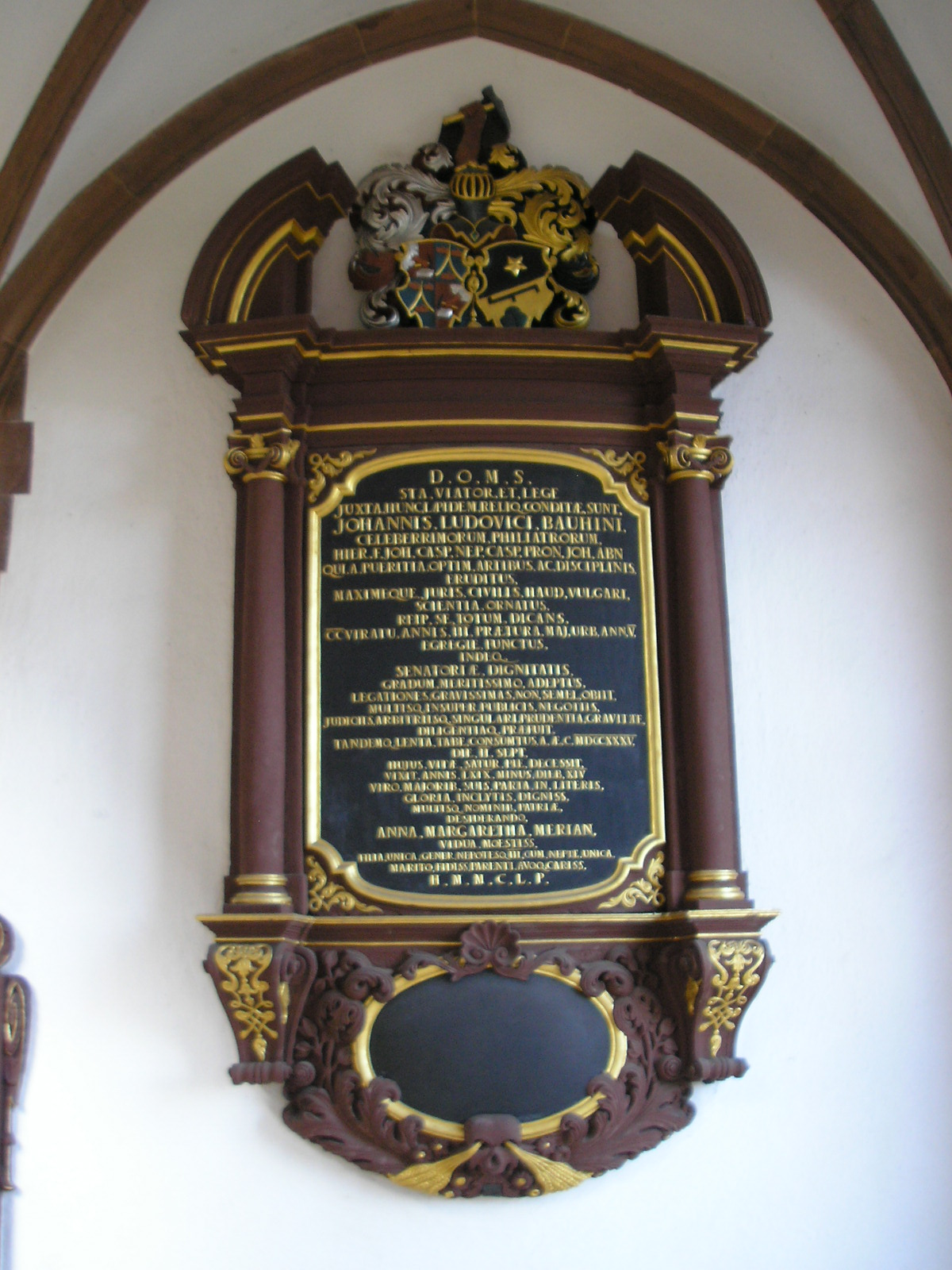
Epitaph für Johann Ludwig Bauhin, im Kreuzgang des Basler Münsters

Johann Ludwig Bauhin (* 15. September 1666 in Basel; † 2. September 1735 ebenda) war ein Schweizer Jurist.
Johann Ludwig Bauhin war der zweite Sohn von Hieronymus Bauhin. Er studierte Jura in Basel und wurde 1688 promoviert. 1691 war er Beisitzer des Gerichts von Grossbasel, 1709 Schultheiss, 1714 Ratsherr und 1717 Oberstrichter von Grossbasel. Von 1725 bis 1731 war er Mitglied des Kaufmännischen Direktoriums.
Bauhin war verheiratet mit der Tochter Anna Margaretha des Handelsmanns Daniel Merian. Er wurde im Basler Münster begraben.